# Голф-Манор (Огайо)
Голф-Манор (англ. Golf Manor) — селище (англ. village) в США, в окрузі Гамільтон штату Огайо. Населення — 3814 особи (2020).

## Географія
Голф-Манор розташований за координатами 39°11′14″ пн. ш. 84°26′48″ зх. д. / 39.18722° пн. ш. 84.44667° зх. д. (39.187356, -84.446782).  За даними Бюро перепису населення США в 2010 році селище мало площу 1,49 км², уся площа — суходіл.

## Демографія
Згідно з переписом 2010 року, у селищі мешкало 3611 особа в 1614 домогосподарствах у складі 897 родин. Густота населення становила 2423 особи/км².  Було 1837 помешкань (1233/км²).
Расовий склад населення:
| - 72,6 % — чорних або афроамериканців - 24,3 % — білих - 0,2 % — азіатів - 0,1 % — корінних американців |

До двох чи більше рас належало 2,3 %. Частка іспаномовних становила 1,2 % від усіх жителів.
За віковим діапазоном населення розподілялося таким чином: 26,1 % — особи молодші 18 років, 61,2 % — особи у віці 18—64 років, 12,7 % — особи у віці 65 років та старші. Медіана віку мешканця становила 38,1 року. На 100 осіб жіночої статі у селищі припадало 80,5 чоловіків;  на 100 жінок у віці від 18 років та старших — 72,7 чоловіків також старших 18 років.
Середній дохід на одне домашнє господарство  становив 45 558 доларів США (медіана — 37 757), а середній дохід на одну сім'ю — 57 390 доларів (медіана — 52 949). Медіана доходів становила 40 049 доларів для чоловіків та 39 219 доларів для жінок. За межею бідності перебувало 16,2 % осіб, у тому числі 12,2 % дітей у віці до 18 років та 22,2 % осіб у віці 65 років та старших.
Цивільне працевлаштоване населення становило 1836 осіб. Основні галузі зайнятості: освіта, охорона здоров'я та соціальна допомога — 28,6 %, науковці, спеціалісти, менеджери — 14,4 %, мистецтво, розваги та відпочинок — 13,2 %, виробництво — 12,5 %.